# 田中和夫 (法学者)
田中 和夫（たなか かずお、1903年12月26日 - 1998年8月3日）は日本の法学者。専門は英米法、民事訴訟法。一橋大学名誉教授、九州大学名誉教授、獨協大学名誉教授。和歌山県伊都郡山田村（現橋本市）出身。長男は英米法学者の田中英夫。田中ゼミ出身者には池田光晴（元創価大学教授）、魚谷増男（元愛媛県警察本部長）などがいる。高柳賢三門下。

## 学歴
- 1921年 3月第一高等学校文科甲類入学
- 1924年 3月第一高等学校文科甲類卒業、4月東京帝国大学法学部法律学科入学
- 1927年 3月東京帝国大学法学部法律学科卒業
- 1949年 8月九州大学より法学博士の学位を受く。

## 職歴
- 1927年 東京帝国大学法学部助手
- 1928年 6月九州帝国大学法文学部講師
- 1929年 6月九州帝国大学法文学部助教授
- 1940年 4月九州帝国大学法文学部教授　九州大学名誉教授
- 1949年 6月一橋大学法学社会学部外国法講座教授、兼手続法（のち民事訴訟法）担当
- 1953年 4月一橋大学法学部外国法講座教授
- 1961年 4月一橋大学法学部長
- 1967年 3月一橋大学停年退官
- 1967年 4月、獨協大学教授・法学部長、一橋大学名誉教授
- 1980年 自由学園理事長
- 1984年 獨協大学退職　獨協大学名誉教授

## 受賞歴
- 1943年 勲四等瑞宝章
- 1974年 勲二等瑞宝章